# Daniella Sarahyba
Daniella Sarahyba Fernandes (Rio de Janeiro, 8 de julho de 1984) é uma modelo brasileira.

## Biografia
A sua mãe, Mara Lúcia Sarahyba, também foi modelo. Juntas, a filha com somente três dias de vida, apareceram na capa da revista Pais & Filhos. [carece de fontes?] Daniella começou a trabalhar por dificuldades financeiras, após a morte de seu pai em 1994, vítima de leptospirose. Daniella, assim como sua mãe, é de ancestralidade levantina.
Fez trabalhos para a marca Victoria's Secret e posou para a edição de trajes de banho da conceituada revista norte-americana Sports Illustrated Swimsuit Issue em 2005, 2006, 2007, 2008, 2009 e 2010.
Em 2003 foi convidada para ser apresentadora eventual do programa Jovens Tardes, ao lado de Wanessa e Luiza Possi.

### Vida pessoal
Casou-se em setembro de 2007 com o empresário Wolff Klabin, das Indústrias Klabin (a maior produtora e exportadora de papéis do Brasil), com quem tem três filhos. Gabriela, nascida no dia 2 de outubro de 2010, Rafaela, nascida em 14 de abril de 2014 e Armando, nascido em 08 de abril de 2023.